# Lonchocarpus huetamoensis
Lonchocarpus huetamoensis là một loài thực vật có hoa trong họ Đậu. Loài này được M.Sousa & J.C.Soto miêu tả khoa học đầu tiên.